# Cándido Bidó
Cándido Bidó (n. 20 mai 1936, Bonao⁠(d), Monseñor Nouel Province⁠(d), Republica Dominicană – d. 7 martie 2011, Santo Domingo, Republica Dominicană) a fost un remarcabil sculptor și pictor din Republica Dominicană. Picturile sale au fost recunoscute în întreaga lume, fiind expuse în Europa, Statele Unite și Orientul Mijlociu, precum și în țări din America Latină, cum ar fi Cuba, Columbia și Panama. Bidó a fost primul pictor dominican care și-a expus lucrările în Franța, ceea ce a marcat un moment important în cariera sa. 
Până în 1986, Bidó a avut 23 de expoziții personale, la nivel național și internațional, printre care: Museo de Arte Contemporáneo de Panamá, la Universidad Nacional Autónoma de México din Mexic, la Londra, la Caracas, la Paris și la Veneția. 

## Date biografice
Cándido Bidó a crescut într-o situație dificilă în Bonao și, la vârsta de 14 ani, în 1950, a decis să părăsească orașul natal pentru a-și urma visul de a deveni pictor. El a rătăcit prin diverse orașe, precum Puerto Plata și Cotuí, până când a ajuns în Santo Domingo.
În anul 1952, Bidó a început să lucreze la Colegio Serafín de Asís, în același timp urmând și cursuri de desen. El a depus mult efort și a muncit din greu pentru a-și dezvolta abilitățile artistice. În 1955, Bidó s-a înscris la Școala Națională de Arte Frumoase, unde a studiat pictura. În anii '60, el a devenit profesor la aceeași școală, poziție pe care a deținut-o până în 1982.

## Stilul

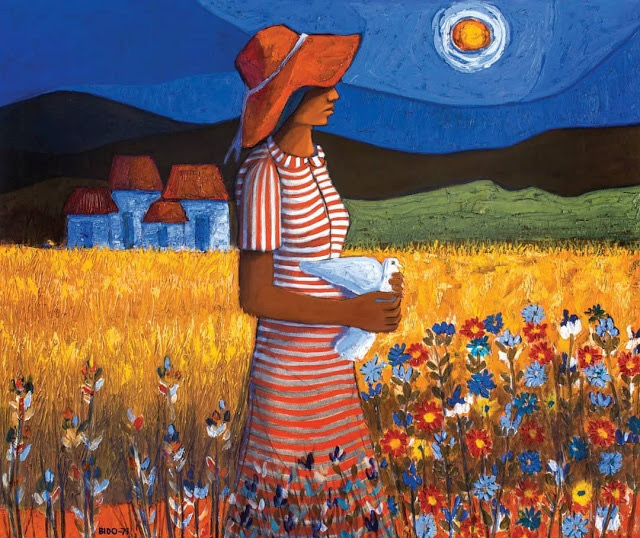
Candido Bido - Plimbare matinală (1979)

Lucrările lui Cándido Bidó sunt caracterizate prin nuanțe sentimentale, cum ar fi maternitatea și uniunea dintre un bărbat și o femeie, elemente care sunt prezente în multe dintre tablourile sale. Peisajul rural, natura și viața sălbatică sunt de asemenea teme recurente în opera sa. Bidó a utilizat culori vibrante, precum galben, roșu și albastru, care dau lucrărilor sale o notă de bucurie, prospețime, tandrețe și poezie. El a preferat să înfățișeze chipuri din față și din profil, precum și fructe, flori și peisaje din Caraibe sau din India de Vest.
Un aspect care a atras atenția în lucrările lui Bidó este faptul că multe dintre femeile pe care le-a pictat erau reprezentate fără chip și purtau pălării. Acest aspect se datorează influenței păpușilor fără chip, o tradiție populară din Republica Dominicană, pe care Bidó a integrat-o în opera sa. Această caracteristică a dat un stil distinctiv și o notă de mister lucrărilor sale.

## Decesul
La data de 7 martie 2011, Cándido Bidó a fost internat la Centrul de diagnostic, medicină avansată și telemedicină (Cedimat) din cauza unui sindrom coronarian acut, el fiind diabetic și hipertensiv. Bidó a simțit dureri puternice și a primit îngrijire medicală de urgență. Din păcate, el a suferit un stop cardiac și a decedat în aceeași zi, la vârsta de 74 de ani. Moartea sa a fost o pierdere tragică pentru comunitatea artistică din Republica Dominicană și pentru lumea artei în general, lăsând în urmă o moștenire artistică impresionantă.

## Moștenirea artistică
Cândido Bidó a lăsat o moștenire artistică impresionantă în Republica Dominicană și în lumea artei în general. El a fost un artist dedicat, care a depus mult efort și muncă pentru a-și dezvolta abilitățile și pentru a crea opere de artă deosebite.
Picturile sale extraordinare sunt expuse în întreaga lume și au fost prezentate în mai multe monografii despre artist. Bidó a fost recunoscut pentru dragostea sa pentru oamenii din țara sa, în special pentru regiunea Cibao, și pentru promovarea altor artiști dominicani.
Muzeul de Artă Modernă din Santo Domingo are o colecție de picturi ale lui Bidó, iar el însuși a fondat Muzeul Cándido Bidó în Plaza de la Cultura din Bonao, unde sunt expuse permanent operele marilor pictori dominicani, precum Guillo Pérez, Elsa Núñez, Alonso Cuevas și Cándido însuși. De asemenea, sunt expuse lucrări ale pictorilor din America Centrală, precum Orlando Vallejo, Alfredo Sinclair și Manuel Chong Neto.
În plus, Bidó a creat o academie de pictură în orașul său natal Bonao în 1977, oferind educație artistică, divertisment și servicii culturale comunității din Cibao. Moștenirea sa artistică continuă să inspire și să impresioneze atât în Republica Dominicană, cât și în lumea artistică internațională.

## Opere
Acestea sunt câteva dintre cele mai cunoscute lucrări ale lui Cándido Bidó:
- "Femeie în primul plan" - 1976, ulei și acrilic pe pânză.
- "El come Haiva" - 1978, mixtă pe pânză.
- "El tamborero" - 1979, mixtă pe pânză.
- "Ave" - 1983, mixtă pe ulei, 50 x 50 cm.
- "La Paz llega de noche" - 1990, parte a omagierii sale aduse ONU, 42 x 60 cm.
- "Flores silvestres" - 1995, acrilic pe pânză, 40 x 101.6 cm.
- "Pájaro en silla roja" - 1999, mixtă pe pânză.
- "Maternidad" - 1992, ulei și acrilic pe pânză.
- "Mujer de la isla" - 2004, ulei-acrilic, 40 x 40 cm.
- "Tarde en Jerusalén" - 2005, ulei și acrilic pe pânză, 40 x 30 cm.
- "El Potro Negro" - 1999, ulei și acrilic pe pânză, parte a unei colecții private.
- "La tajada" - 2005, ulei-acrilică, 45 x 45 cm.
- "Niña de Tel-Aviv" - 2005, ulei-acrilic, 20 x 24 cm.
- "Dama del Caribe" - 2006, ulei-acrilică, 40 x 50 cm.
- "Muchacho con pájaro rojo" - 2007, ulei-acrilic, 20 x 24 cm.
- "Niña de las Mariposas" - 2007, ulei-acrilic, 16 x 20 cm.
- "Cabeza en azul" - 2007, ulei-acrilic, 16 x 20 cm.
- "El florero azul de la aldea" - 2008, ulei-acrilic.
- "Salida No.8 Parque Mirador del Sur de Santo Domingo" - 2007.
- "Niña con paloma" - 2009, ulei-acrilic.

## Premii și distincții
Cándido Bidó a fost recunoscut pentru talentul său artistic și a câștigat mai multe premii și distincții pe parcursul carierei sale:
- În 1965, a câștigat locul întâi la Concursul Esso pentru tineri artiști din Santo Domingo.
- În 1966, a obținut locurile patru și cinci la Concursul E. León Jimenes din Santiago de los Caballeros.
- În 1972, a obținut locul al treilea la cea de-a XI-a Bienală Națională din Santo Domingo.
- În 1974, a câștigat locul întâi la cea de-a XIII-a Bienală Națională din Santo Domingo.
- În 1979, a obținut locul al doilea la cea de-a XIV-a Bienală Națională din Santo Domingo.
- În 1981, a câștigat locul întâi la Concursul E. León Jimenes din Santiago de los Caballeros.
- În 1982, a obținut locul al patrulea la Concursul Internațional NOMA, ilustrație pentru cărți pentru copii din Japonia.
- În 1985, a câștigat Premiul El Gaucho din Bonn, Germania.
- Guvernul francez l-a decorat cu insigna de Chevalier de l'Ordre des Arts et des Lettres.